# موش چینچیلای بولیویایی
 موش چینچیلای بولیویایی (نام علمی: Abrocoma boliviensis) نام یک گونه از سرده موش چینچیلا است.